# Georg Andreas Heggelund
Georg Andreas Heggelund, född 1860 i Lødingens kommun, död 1916, var en norsk skulptör och heraldiker.
Heggelund utställde 1898 sitt första plastiska arbete, Fruen fra Havet. Hans utpräglade färgbegåvning förde honom snart över till keramiken, och 1908 upprättade han en fabrik för keramiska bruksföremål, som med sina originella former och sin kraftiga färgdekorationer blivit mycket uppmärksammade.